# عمرو الحدیدی
عمرو الحدیدی (عربی: عمرو الحديدي؛ زادهٔ ۲۴ دسامبر ۱۹۶۹) بازیکن فوتبال اهل مصر است.
از باشگاه‌هایی که در آن بازی کرده‌است می‌توان به باشگاه ورزشی الاهلی مصر اشاره کرد.
وی به همراه تیم ملی فوتبال مصر در بازی‌های المپیک تابستانی ۱۹۹۲ شرکت کرده است.